# Willy Van Doorselaer
Willy Van Doorselaer (Schellebelle, 27 februari 1943) is een Belgische auteur van o.m. jeugdboeken.

## Leven en werk
Van Doorselaer was als kind een verwoed lezer. Zijn liefde voor de literatuur werd al ontketend in de lagere school. Toen hij op de kostschool zat, schreef hij in het geheim versjes en verhalen ter verstrooiing. Hij studeerde Germaanse filologie en ging daarna les geven. Hij was leerkracht Nederlands, Engels en esthetica. Op een bepaald moment nam hij een jaar loopbaanonderbreking en begon hij te schrijven. Sindsdien is hij voltijds bezig met het schrijven van boeken. De verhalen zijn telkens eigengereide vermengingen van spanning, magie, poëzie en humor. Van Doorselaer probeert de lezer naar de diepere lagen van het boek te lokken. Hij doet dit onder andere door middel van fantasie. Fantaseren is volgens hem een manier om problemen te verwerken en om de vijandige en vaak onbegrijpende wereld leefbaar te maken. De auteur kan heel goed in de huid van kinderen kruipen. De dialogen in zijn boeken komen erg spontaan en natuurlijk over. Zijn verhalen zitten goed in elkaar en zijn zorgvuldig en bedachtzaam geschreven. De kracht van zijn boeken zit in de beeldende taal, hij schetst feilloos herkenbare situaties. Hij verliest zich niet in nostalgisch sentiment en dat maakt dat zijn boeken erg gesmaakt worden.

## Bekroningen
- 1994: Oost-Vlaamse Provinciale Prijs voor Letterkunde voor Ik heet Kasper[1]
- 1996: Eule des Monats van het tijdschrift Jugend und Literatur voor Ik heet Kasper[2]
- 1997: Boekenleeuw voor De wraak van de marmerkweker

- Digitale Bibliotheek voor de Nederlandse Letteren: door100
- Gemeinsame Normdatei: 120483955
- International Standard Name Identifier: 0000 0000 1610 3267
- Nationale Bibliotheek van Tsjechië: xx0158122
- Nederlandse Thesaurus van Auteursnamen: 108446379
- Système universitaire de documentation: 193585987
- Virtual International Authority File: 30368091
- WorldCat: E39PBJymDQKwd6Xhb689mP4KBP